# Аріберт III
Аріберт III (д/н —888) — верховний князь ободритів у 869—888 роках.

## Життєпис
Походив з династії Мстівоя. Син Мстівоя I, верховного князя ободритів. Стосовно його імені багато протиріч: воно саксонське. Напевне, Мстівой I дав синові ім'я перших ободрицьких князів. Водночас тим самим намагався примиритися з німецькими сусідами. Або матір'ю Аріберта була німкеня.
Можливо, діяв разом з батьком з відновлення діяльності союзу ободрицьких племен. Близько 869 року стає новим верховним князем. Продовжував політику батька щодо посилення держави ободритів та посилення військової потуги для захисту від франкських загонів.
Наскільки вдалою політика Аріберта III невідомо, оскільки у 870-х роках Східно-Франкське королівство перебувало у конфлікті з Західно-Франкським королівством. Боротьба за владу у 880-х роках між представниками династії Каролінгів призвела до відкликання значних сил з прикордонних із ободритами фортець. Цим скористався Аріберт III задля виконання власних задумів.
Після смерті у 888 році Аріберта III новим верховним князем став його брат Віцлав III.